# سيدني كورتيس
سيدني كورتيس هو سياسي أمريكي، ولد في 4 سبتمبر 1917 في شيفيلد ‏ في الولايات المتحدة، وتوفي في 24 يناير 1994. نشط حزبياً في الحزب الجمهوري. وقد انتخب عضو مجلس نواب ماساتشوستس ‏.